# 和平号空间站
和平号空间站（羅馬化：Mir，直译：「“和平”或“世界”」）是前蘇聯建造的一個模組轨道空间站，苏联解体后归属俄羅斯。和平号经过数年由多个模块在轨道上组装而成。它是人類首個可长期居住的空间研究中心，同时也是首个第三代空间站。
和平号空间站曾经保持着9年又358天的人类在太空最长连续逗留纪录，通过多国合作，和平号空间站曾经接待过多国的宇航员。太空梭－和平号计划期间，美国的三台航天飞机（亞特蘭提斯號、發現號、奮進號）共拜访空间站11次，带来补给以及乘员替换。和平號由多個模块在轨道上组装而成，首個模块於1986年2月19日發射升空，其後至1996年的十年時間之中，其他多個模块相繼升空，主艙包含太空人的休息站及研究設備，是人類史上最完善的太空站。
2000年底，俄罗斯联邦航天局因和平號部件老化且缺乏维修经费，决定将其坠毁。和平号最终于2001年3月23日墜入地球大氣層，碎片落入南太平洋海域中（尼莫點附近）。此后，和平号的研究任務由1998年升空的國際太空站所取代。在執行任務的15年間，12個國家、135名太空人在和平號上速行1.65萬次科學實驗，完成23項國際科學考察計畫。

## 結構
包含6个组件：核心舱，量子1号天文物理舱，量子2号气闸舱，“晶体”号实验舱，“光谱”号遥感舱，“自然”号地球观测舱；美国航天局为其提供了一个专门用于与航天飞机对接用的对接舱。

## 发展

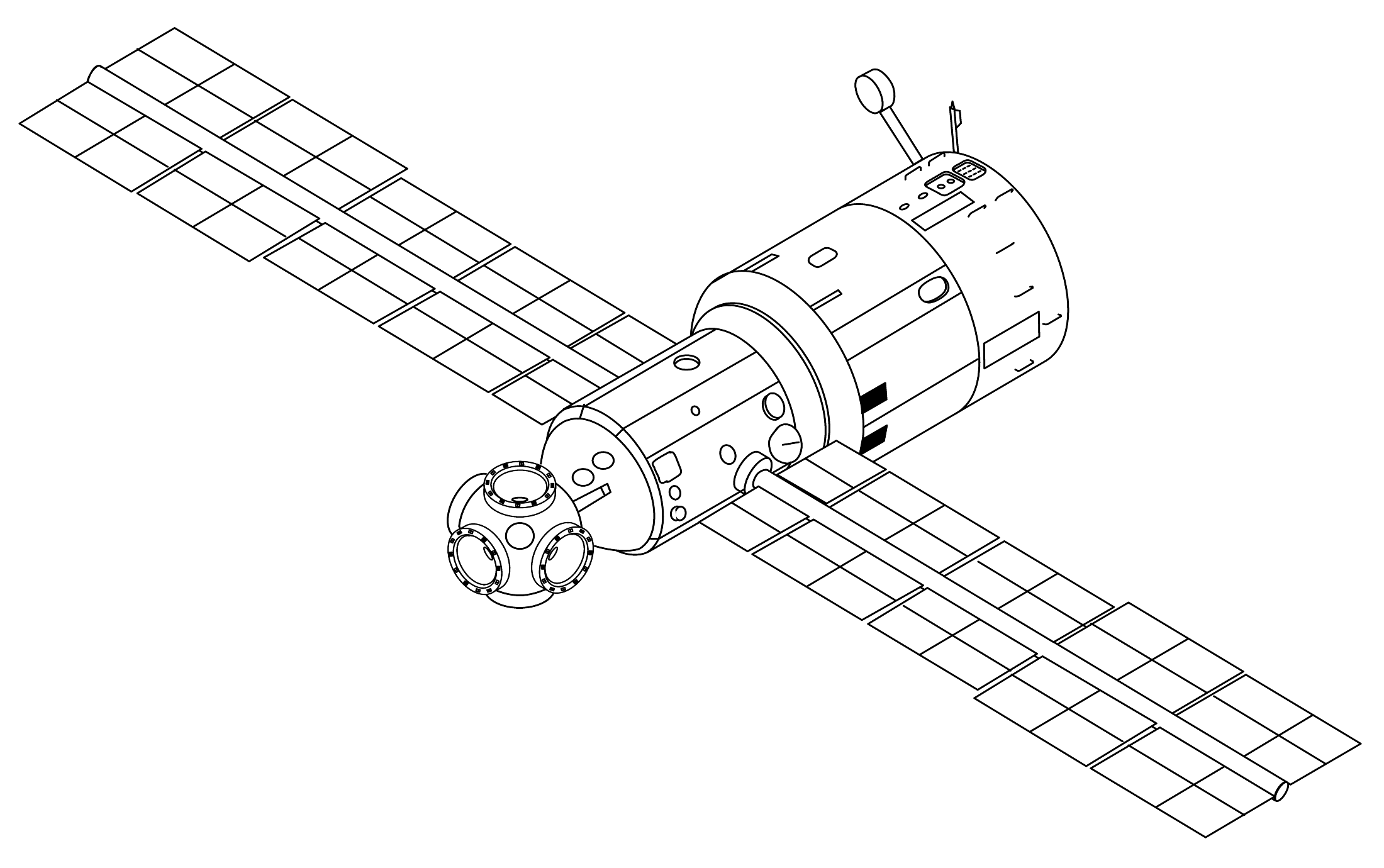
和平号空间站的核心舱以及位于前端的五个扩展接槽

和平号太空站是苏联在1976年2月17日决定研发的第三代空间系统，用以取代之前的礼炮计划DOS-17K空间站。其中四个礼炮太空站的部件自从1971年就开始发射升空，还有三个在研发和平号太空站的时候陆续发射升空。当时的计划是发射和平号（DOS-7）和星辰号（DOS-8）为礼炮太空站装配4个坞站接口。
1979年2月，和平号空间站计划综合了弗拉基米尔·切洛梅管理的金刚石计划。坞站的接口能力得到加强，以适应TKS宇宙飞船。能源科研生产联合公司负责空间站的整体设备，但是，整个计划分包给了礼炮KB，当时赫鲁尼契夫国家航天研制中心的研发部门正在忙于能源、礼炮7号、联盟号以及进步号的工作。礼炮KB从1979年末开始实施，和平号原先的图纸在1982至1983年左右被放弃。新的系统吸收了礼炮计划的数字电脑飞行控制以及回转陀螺仪（来自金刚石计划），新的自动对接系统，牛郎星通信系统，氧气发生器以及二氧化碳过滤器。
在1984年初期，和平号空间站的计划几乎陷于停顿，所有的资金被转移至暴风雪计划，以支持暴风雪航天飞机的早日升空。不过资金也很快回到计划中，当年2月末3月初时，瓦朗坦·格盧什科在第27届党代表大会上表示，和平号空间站一定要在1986年初期升空。
现在所有的计划都已经清楚，空间站必须在1986年初期发射。1984年4月12日（宇航员节）这一天，空间站被运送到白寇努爾，做最后的系统整合與測試。1985年5月6日，和平号到达发射场。在赫鲁尼契夫国家航天研制中心的地面模型测试结果，需要更换或者重做2500根缆线中的1100根。1985年10月和平号被推到无尘室。发射的第一次尝试是在1986年2月16日，但是由于通信问题而失败，第二次尝试在1986年2月19日 21:28:23 UTC成功发射升空。满足了当时苏联的政治底线。

## 早期
迫于当时的政治压力，发射升空是在非常急促的时间段内完成的，在第一次发射升空时，没有携带任何模块。苏联再次决定让联盟T-15任务肩负双重使命，同时完成和平号空间站和礼炮7号的任务。
EO-1任务机组指挥官列奥尼德·奇兹米和飞行工程师弗拉基米尔·索罗沃夫乘坐联盟号于1986年3月13日12:33 GMT升空，3月15日登上和平号太空站，在此期间在他们两次从进步号太空船卸下物资，分别是在3月19日进步号任务-25和4月23日进步号任务-26。4月17日他们控制空间站在4000公里的轨道上追赶礼炮7号，并于5月4日终于赶上礼炮7号。在和平号空间站呆了6周后，5月5日他们乘坐联盟号离开空间站，这是航天历史上唯一的一次一个航天器在两个空间站之间飞行。
5月6日他们经过一天的旅程来到了礼炮7号，当联盟号T-15位于礼炮7号时，无人驾驶的联盟TM-1号也于5月23日来到无人居住的和平号驻留了7天，5月29日离开。测试了无人控制飞行器独立飞行并且与和平号空间站接轨的试验。在礼炮7号工作了50天后，联盟号T-15于6月26日携带机组人员再次回到和平号并带来了来自礼炮7号400公斤科学仪器，其中包括一个光谱仪。EO-1任务的机组成员花了20天在和平号开展地球观测，并于1986年7月16日离开，使得新的空间站暂时又变成无人居住状态，至此再也没有船员回到过礼炮7号，不久之后科学家放弃对它的控制，让他坠落在了阿根廷附近。
空间站的第二次远征任务，EO-2任务组于1987年2月5日由联盟号发射升空，当他们在空间站时，量子1号于1987年3月30日升空，这个是一系列苏联37K实验计划中第一个与和平号空间站对接的模块。量子1号根据原先的计划应该与礼炮7号对接。然而，由于技术原因，该模块在设计发展过程中，被配置给了和平号空间站。该模块还携带了具备X光及紫外线功能的天体物理观测设备。
量子1号与和平号的第一次对接尝试与1987年4月5日进行，但是由于机载控制系统的问题对接失败。宇航员尤里·罗曼年科和亚历山大·拉韦金进行了一次太空漫步，他们在舱外发现量子1号与空间站之间有一个垃圾袋，袋子可能是最近的一次货船留下的，他们清理了垃圾袋之后，量子1号于4月12日完成与空间站的对接。

## 扩充阶段

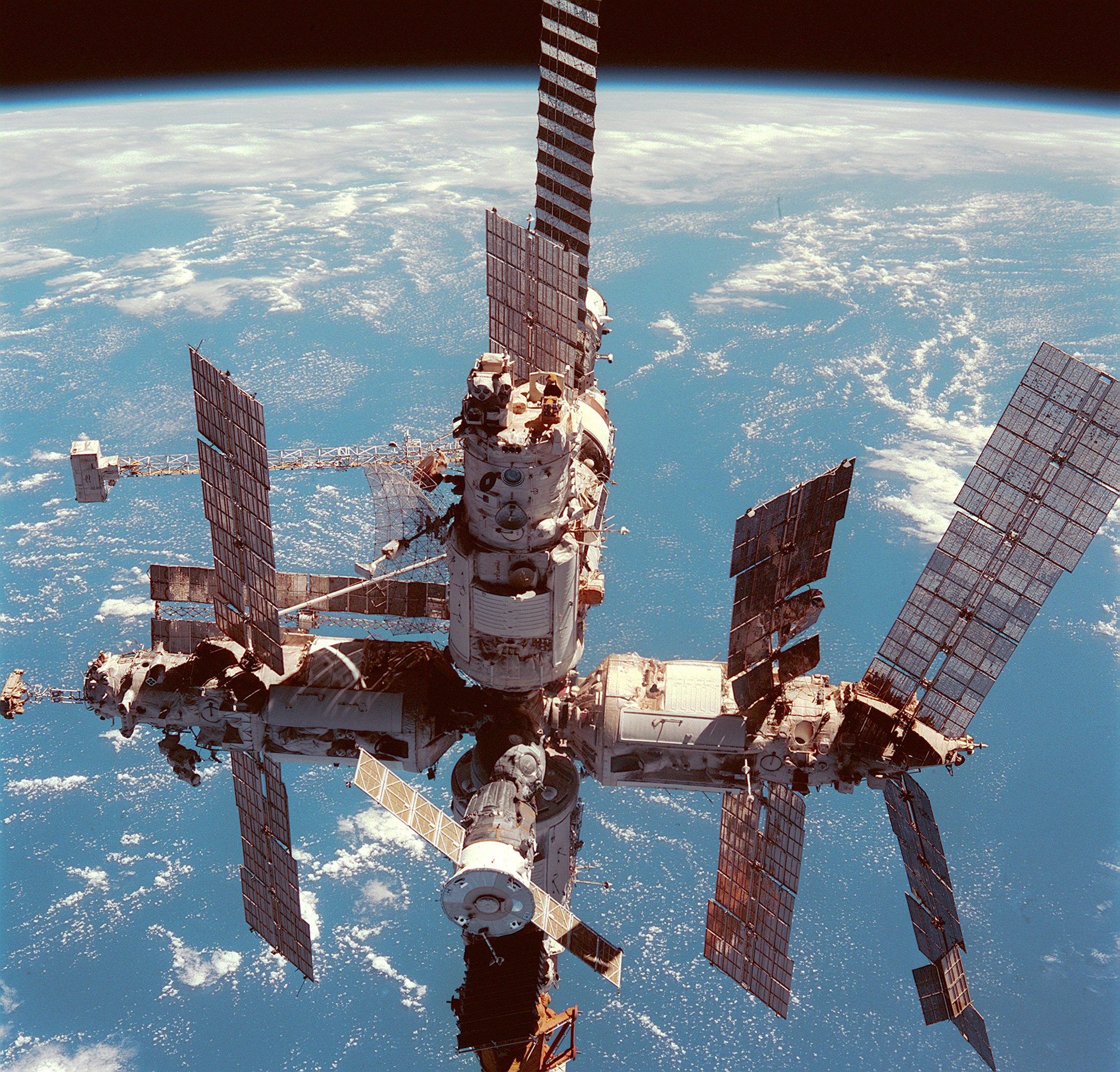
和平号太空站，发现号航天飞机摄于1998年6月12日

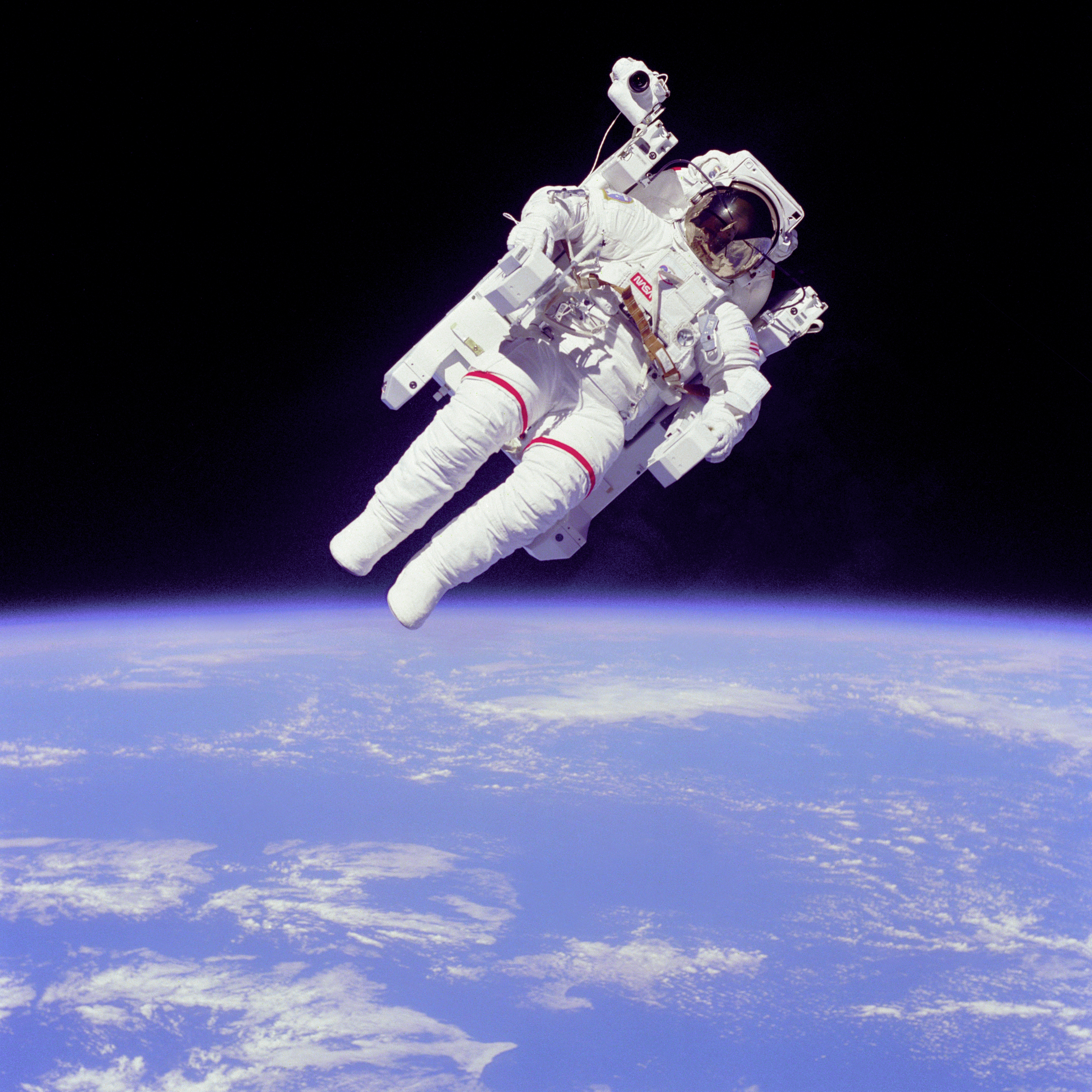
美国宇航员布鲁斯·麦克坎德雷斯正在使用机动载人装置

1989年9月5日，联盟TM-8任务升空。标志着人类在太空生活最长纪录的开始，也是和平号的第二次扩展。量子2号和晶体号在这个时候也已经做好了发射准备。EO-5机组成员：亚历山大·维克托连科和亚历山大·谢列布罗夫于9月8日到达和平号，结束了和平号长达5个月的冬眠期。他们在空间站进行了大量的科学技术研究和试验，此次的飞行成本大约8000万卢布，如果这些实验能够成功，政府期待能从这些试验成果中取得2亿5千万卢布的净收入。
因为一批电脑芯片引发的问题，量子2号一直拖延到11月26日才由质子号运载火箭8K82K发射升空，原先计划在12月2日进行对接，但是由于太阳能电池板以及自动对接系统的故障，一直到12月6日才完成对接。这次任务为空间站添加了更多有利于经济发展的科学实验仪器，并且希望这些在太空中的实验成果，能够促进苏联的国民经济发展。
量子2号给和平号带来了第二套陀螺仪、新的生命支持系统、水循环系统以及氧气发生器，减少了和平号对于地面的依赖。量子2号有一个1米直径的气密室与和平号相连，一个类似于美国的机动载人装置背包式装置位于这个气密室。
联盟TM-9带着EO-6机组成员：阿纳托利·索洛维约夫和亚历山大·巴兰金于1990年2月11日升空。在于和平号对接时，位于和平号的EO-5机组人员发现，联盟TM-98个热绝缘模块中的3个已经松动，这可能会在返航时引发事故。当时他们研究决定，这个事件是在一个可控制的范围内， 可以在稍后的舱外活动中修复。他们继续逗留在和平号等待晶体号。5月31日，晶体号升空，6月6日做第一次对接尝试时，由于姿态调整推力器的故障而失败。6月10日，实验舱在和平号的前端坞站与之对接。由于对接的延误，EO-6的机组人员延迟了10天才啟動了晶体号系统，并且于6月17日做了一次太空行走，修复了联盟TM-9热绝缘模块的松脱问题。
晶体号搭载了4个半导体炉，用于生产空间材料。并且还携带了一些生物技术研究设备，包括一个小型的温室植物栽培实验室。这些设备都配备了光源及给养系统。 最主要的是，这个模块配备了一个专供航天飞机对接坞站，外围附加对接系统，原始计划是为暴風雪號准备的，虽然这个设备从来没有被暴風雪號使用过，不过，不久之后，该坞站还是用于美国航天飞机的对接。

## 国际合作及空间站故障

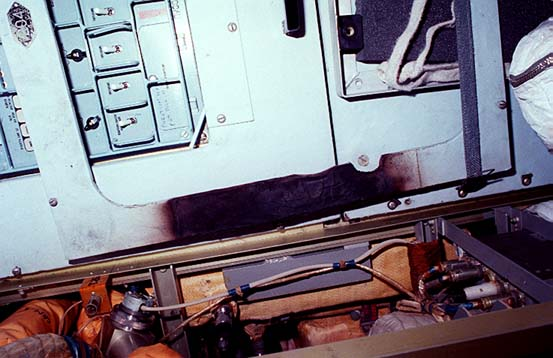
火灾之后量子1号内拍摄的照片。

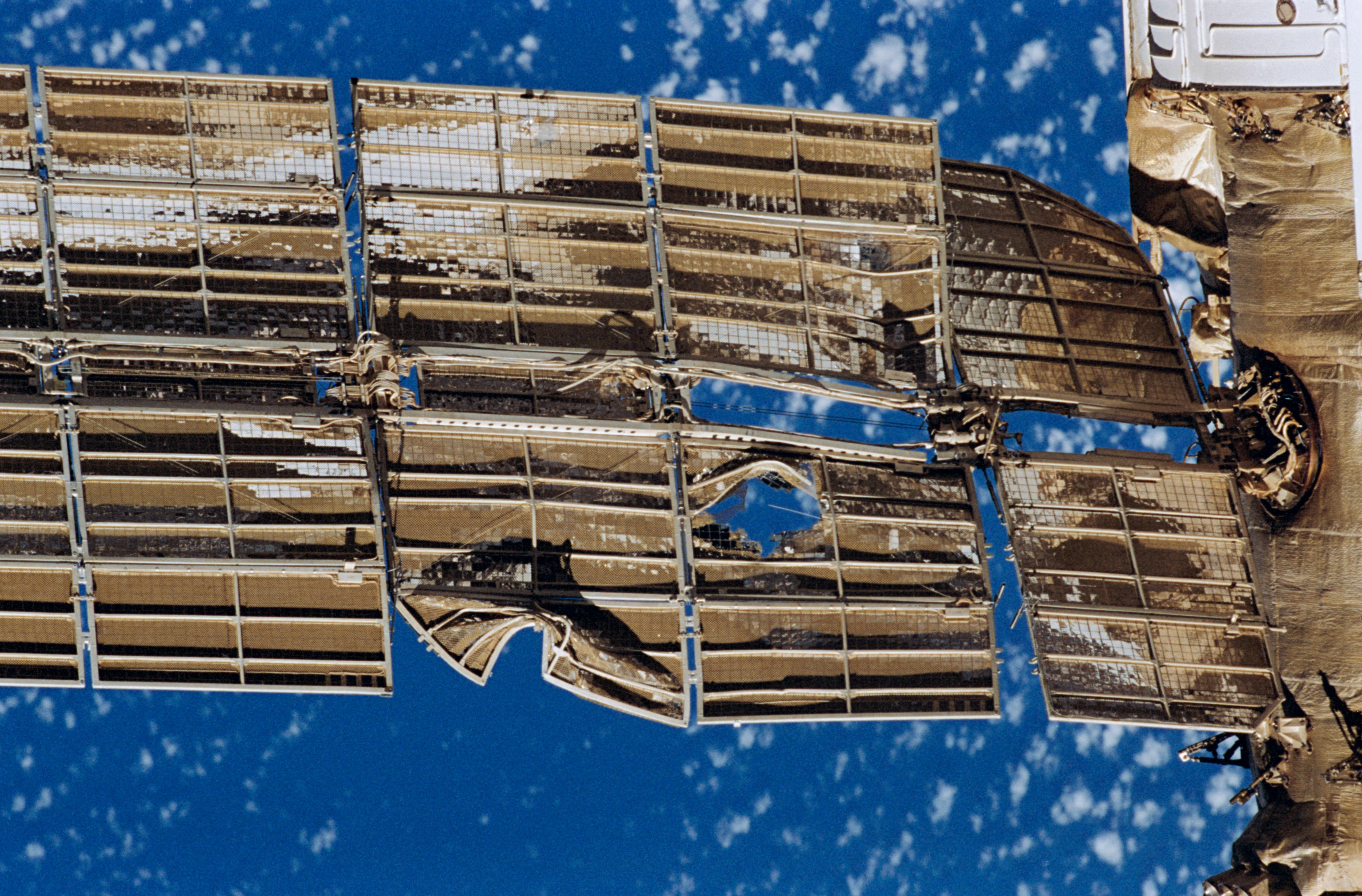
空间站于1997年6月25日遭受撞击后光谱号的太阳能电池板

和平号航天飞机计划是1993年由时任美国副总统阿尔·戈尔和当时的俄罗斯总理维克托·斯捷潘诺维奇·切尔诺梅尔金共同宣布的一项新的太空站计划，之后这个计划逐渐演变成现在的国际空间站。他们还一致同意，美国今后也将会参与到和平号太空站的计划中。航天飞机将参与运送物资以及宇航员到和平号，美国的宇航员将在和平号上生活若干個月，并且允许美国的宇航员和俄罗斯的宇航员分享航空飞行经验。
美国的参与，也为和平号空间站计划带来了新的资金来源，最显著的成果是之后发射了光谱号和自然号。而且，亚特兰蒂斯号运送的对接舱，也使得和平号与航天飞机的对接变得更为容易。
从1995年3月开始，美国的宇航员在和平号上生活了28个月，在和平号上逗留的期间，处理了很多紧急突发事件，包括1997年2月23日的一场小火灾，空间站上的两台基本电解生氧装置连续出现故障，站上的3名宇航员只好使用高氯酸锂装置来生产氧。宇航员拉佐特金在量子1号舱内用高氯酸锂製氧时，製氧设备突然破裂，引起火灾，明火燃烧了90秒，烟雾蔓延到整个空间站，太空人们都带上了防毒面具，浓烟持续了5-7分钟。幸好站上的空气过滤系统性能很好，没有给太空人带来更大危害。
1997年6月25日与无人驾驶的進步號太空船在一个对接实验中，撞上和平号，造成太空史上最严重的碰撞事故。撞击造成了严重空气泄露。幸亏两名宇航员准确定位，立刻拔除了連接光谱号的纜線，並及时關門堵上漏洞，避免了过多氧气泄露。 这次碰撞之后，在光谱号留下了一个洞並維持真空，随后他们下一批組員甚至進行了危險的艙內太空漫步收拾殘局，在接通了剩餘的系統後，遂关闭了通往光谱号的人員通道。在这两次事故中，宇航员都差一点使用疏散逃生飞船。在这些事故之后，美国国家航空航天局开始关注是否需要继续和平号计划以确保宇航员们的生命安全。1998年6月，最后一名美国宇航员安迪·托马斯乘坐发现号航天飞机离开和平号空间站。
空间站在它长达15年的服役期间，共发生了2000处故障，其中近1000处故障一直未能排除。空间站的中央计算机也已经老化到了必须完全更换的地步。空间站的温度调节系统也故障不断，太空舱内的局部温度有时高达53摄氏度。空间站上的蓄电池也曾有过两次异常放电，导致和平号与地面短暂失去联系以及空间站局部停电。
和平号空间站原始的后续计划是和平2，现在新计划成为了国际空间站的一部分，包括核心服务舱星辰号。

## 和平号的生活

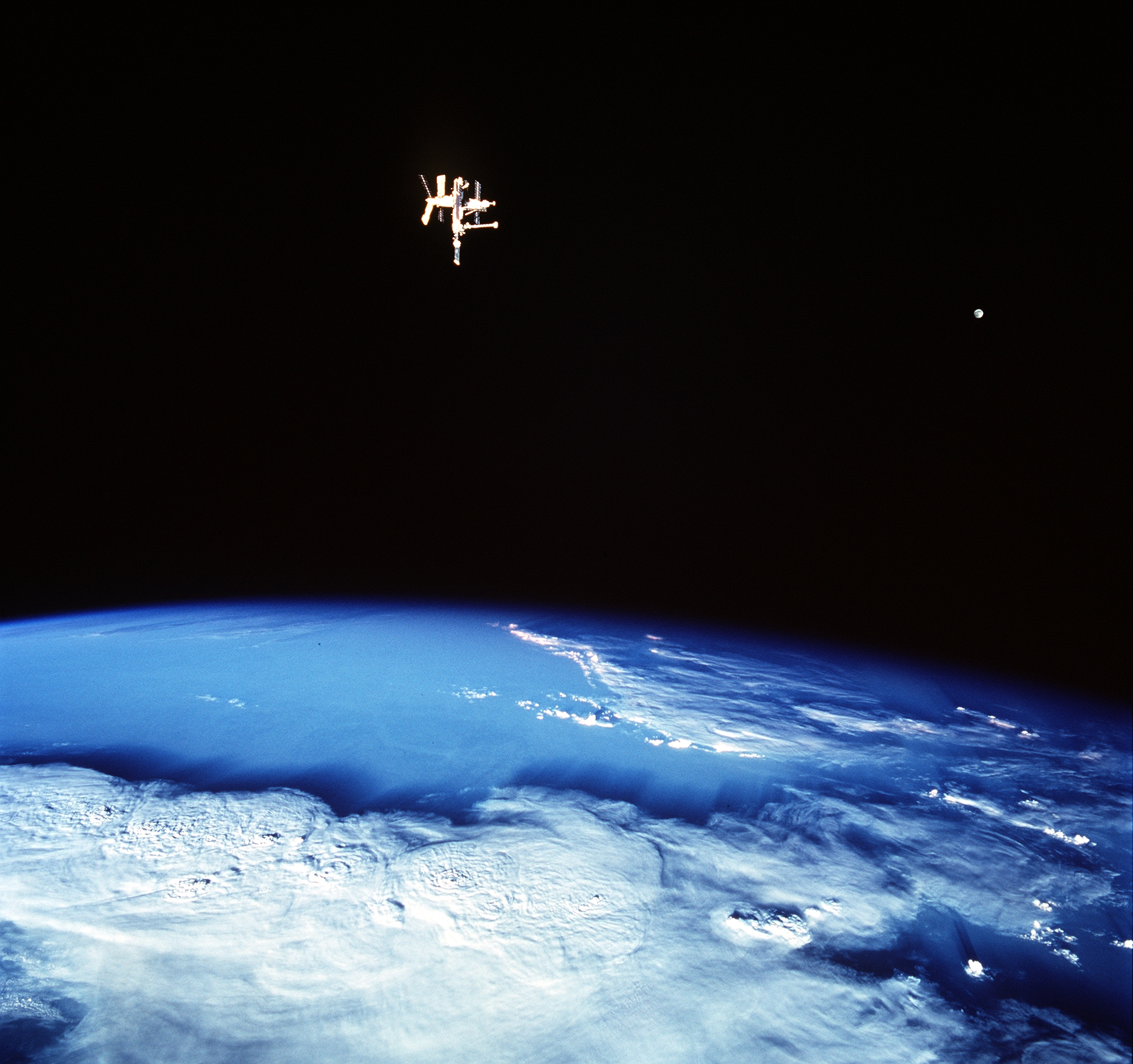
和平号和月球，两个地球的卫星。1998年6月，发现号太空梭成员所拍摄的地球的两个卫星，当时地球上空密布着浓密的暴风雨云层。和平号在距离地球200英里的地方每90分钟围绕地球一圈，月亮在距离地球240,000英里的地方每28天围绕地球一圈。

重约100吨的和平号内部仿佛变成了一个狭小的迷宫，里面充斥着缆线、科学仪器，以及一些私人物品，比如说照片、儿童的绘画、书以及吉他。通常和平号会有3名宇航员，最拥挤的时候，会有6名宇航员同时待在空间站长达一个月。和平号总是不断有太空人来访，一直到1999年8月28日。
美国航天局的宇航员John Blaha说空间站的空气非常健康，不乾也不湿，没什么味道。他还介绍说，新增加的光谱号和自然号看上去可以一直在上面居住10年而不用带回家清扫。
在和平号航天飞机计划实行期间，俄罗斯宇航员负责维修和保养太空站，美国的宇航员在空间站主要进行人体生理学、生物学、微生物学以及材料科学实验。
珊农·露茜德在和平号停留期间，成为了当时在太空逗留时间最长的女性（11年后被苏尼塔·威廉斯在国际空间站打破），她说：“我觉得每天在空间站工作和南极洲考察站的工作很类似，区别就是这里很孤立，真的很孤立，你没有办法得到来自地面更多的支持。你真的是在为你自己工作。”
两个业余无线电呼号在80年代后期被分配给了和平号，分别是U1MIR和U2MIR，允许业餘无线电爱好者和和平号空间站的宇航员进行通信。
彼得·罗德尼·李維琳曾有机会在1999年登上空间站，他愿意为这次访问支付了1亿美金，这几乎说服了俄罗斯联邦航天局，但是后来因为在众多国家他都受到舞弊指控而失去了这次机会。（包括美国、英国、香港、越南以及澳大利亚这些国家及地区）

## 脱轨以及最后的日子
在和平号最后的日子里，曾有人想购买和平号，计划让它作为第一个在轨的电影及电视工作室，在太空中完成电影电视的制作过程。由私人赞助的联盟TM-30在2000年4月4日带着谢尔盖伊·扎利奥汀和亚历山大·卡莱利升空，对和平站进行了两个月的修复工作，希望证明空间站仍然可以胜任今后的工作。但是这仍然成为空间站的最后一次任务，之后俄罗斯联邦航天局由于需要支持国际空间站计划，再也没有经济能力维持空间站庞大的财政开销。
和平号的脱轨分三个阶段完成。第一阶段是依靠一个修改版本的进步号太空船（M1-5），携带着2.5倍的燃料将空间站维持在220公里的衰减轨道上。第二阶段由M1-5分两阶段点燃引擎，分别是2001年3月23日00:32UTC和02:01UTC，在这两个阶段后，空间站维持在165×220公里的轨道面上。第三阶段开始於05:08 UTC，M1-5开始控制空间站向地球大气层冲去，大约22分钟之后，空间站进入大气层；05:44UTC，空间站在完成了历时15年的太空任务后，位于斐济上空；05:52UTC，空间站开始燃烧並隨即解体；06:00UTC，未燃烧殆尽的空间站残骸，落入了南太平洋冰冷的海水中。为此，NASA制作了相关动画（页面存档备份，存于）模拟和平号最后的时光。
15年来，和平号空间站总共绕地球飞行了8万多圈，行程35亿公里，共有31艘联盟号载人飞船、62艘进步号货运飞船与空间站实现对接，宇航员在空间站上进行了78次太空行走，在舱外逗留的时间长达359小时12分钟。先后有28个长期考察组和16个短期考察组在空间站从事考察活动，共有俄罗斯、美国、英国、法国、德国、日本、叙利亚、保加利亚、阿富汗、奥地利、加拿大、斯洛伐克12个国家的135名宇航员在空间站上工作。这些宇航员共进行了1.65万次科学实验，完成了23项国际科学考察计划。
由于预计到和平号将要坠入地球，塔可鐘公司的业主在太平洋中布置了一个40*40英尺的目标，塔可鐘公司在这个目标的中心画上了它们的公司的象征，一个铃铛，并且书写上“免费的塔克在这里”。塔可鐘公司的品牌传播副主席克立斯·貝克宣称：“如果和平号擊中我们的铃铛，每一个在美国的人都可以免费得到一个塔可鐘公司的塔克。”不过该公司也为这项危险的赌博购买了巨额的财产保险。最终，并没有任何碎片击中那个目标。

## 支援载具

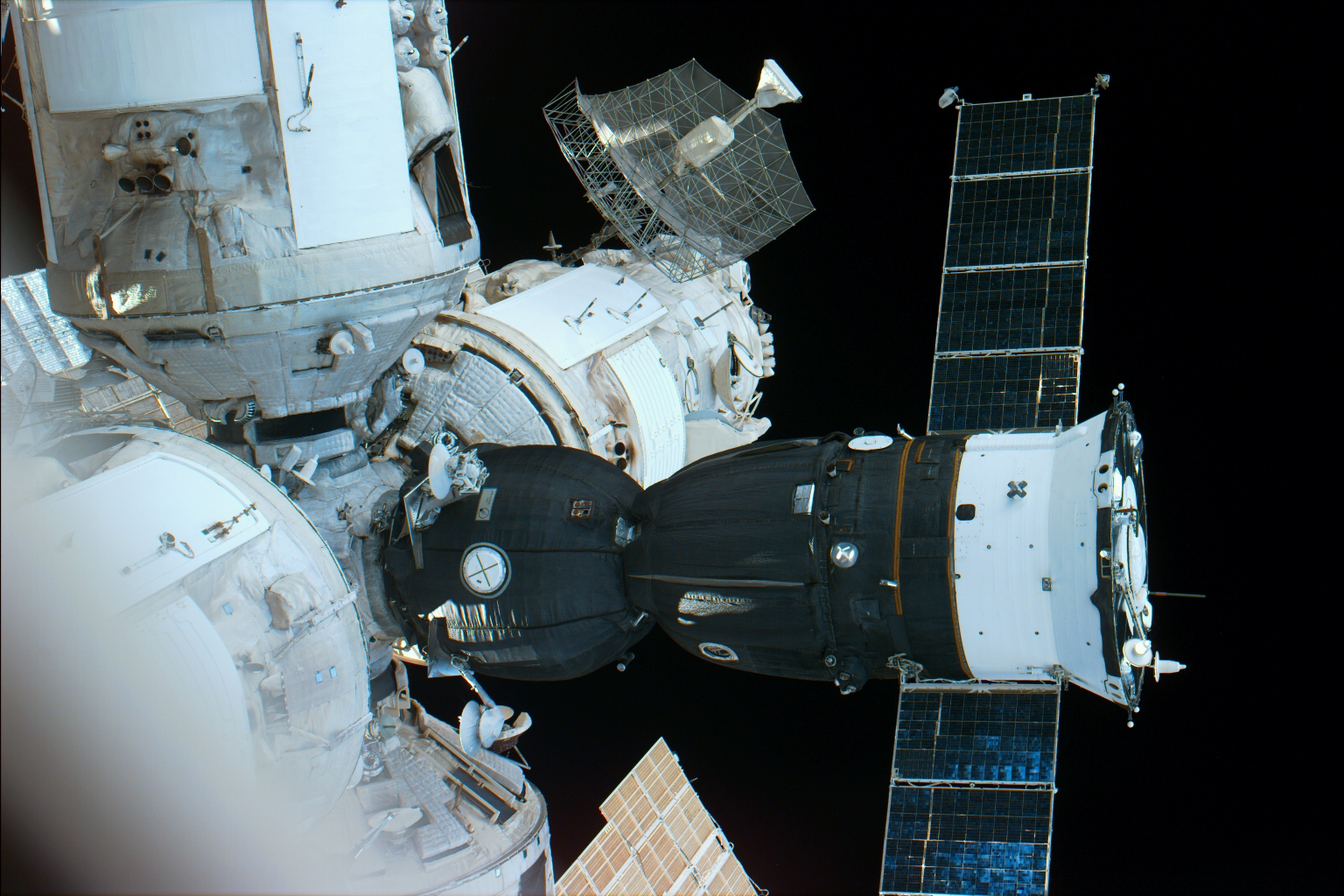
从亚特兰蒂斯号窗内拍摄的联盟号与空间站

空间站的支援载具主要依靠联盟号和进步号。联盟号主要负责运送宇航员，轮换机组人员。联盟号还充当救生艇的角色，在发生紧急情况时，可以相对快速的将宇航员送回地球。无人操控的进步号主要负责货运任务，补给空间站。
晶体号所携带的两个外围附加对接系统原本是为暴风雪号准备的，但是计划随后被遗弃，该设备后来用于美国的航天飞机。在和平号航天飞机计划期间，航天飞机也作为空间站的支持系统充当运送宇航员及货物的角色，允许美国及其他西方国家的宇航员访问或长期停留在空间站。航天飞机为空间站带来了大量的货物，延长了空间站的给养时间。当航天飞机与空间站对接时，空间站临时性扩大了生活和工作空间，继而成为了当时人类历史上最大的航天器。总共249吨。

## 和平号模块
和平号建造和连接着7个不同的模块，分批由质子-K运载火箭发射升空。除了对接舱，这个是由亚特兰蒂斯号带上天空的。
| 模块     | 发射日期       | 运载火箭                | 对接日期       | 质量                    | 方案                                                   | 模块图形 | 和平号配置图 | 照片 |
| -------- | -------------- | ----------------------- | -------------- | ----------------------- | ------------------------------------------------------ | -------- | ------------ | ---- |
| 核心模块 | 1986年2月19日  | 质子-K运载火箭          | 无数据         | 20,100公斤 （44,313磅） | 主要生活区， 和所有其他模块对接的核心站。              |          |              |      |
| 量子1号  | 1987年3月31日  | 质子-K运载火箭          | 1987年4月9日   | 10,000公斤 （22,046磅） | 天文和科学实验材料。                                   |          |              |      |
| 量子2号  | 1989年11月26日 | 质子-K运载火箭          | 1989年12月6日  | 19,640公斤 （43,299磅） | 更新了更先进的生命支持系统以及一个气密室。             |          |              |      |
| 晶体号   | 1990年5月31日  | 质子-K运载火箭          | 1990年6月10日  | 19,640公斤 （43,299磅） | 地球物理和天体物理实验室                               |          |              |      |
| 光谱号   | 1995年5月20日  | 质子-K运载火箭          | 1995年6月1日   | 19,640公斤 （43,299磅） | 为和平号航天飞机计划做准备。                           |          |              |      |
| 对接舱   | 1995年11月12日 | 亚特兰蒂斯号 （STS-74） | 1995年11月15日 | 6,134公斤 （13,523磅）  | 为美国的航天飞机安装扩展坞槽以适应和平号航天飞机计划。 |          |              |      |
| 自然号   | 1996年4月23日  | 质子-K运载火箭          | 1996年4月26日  | 19,000公斤 （41,888磅） | 远程地球遥感模块。                                     |          |              |      |

## 延伸阅读

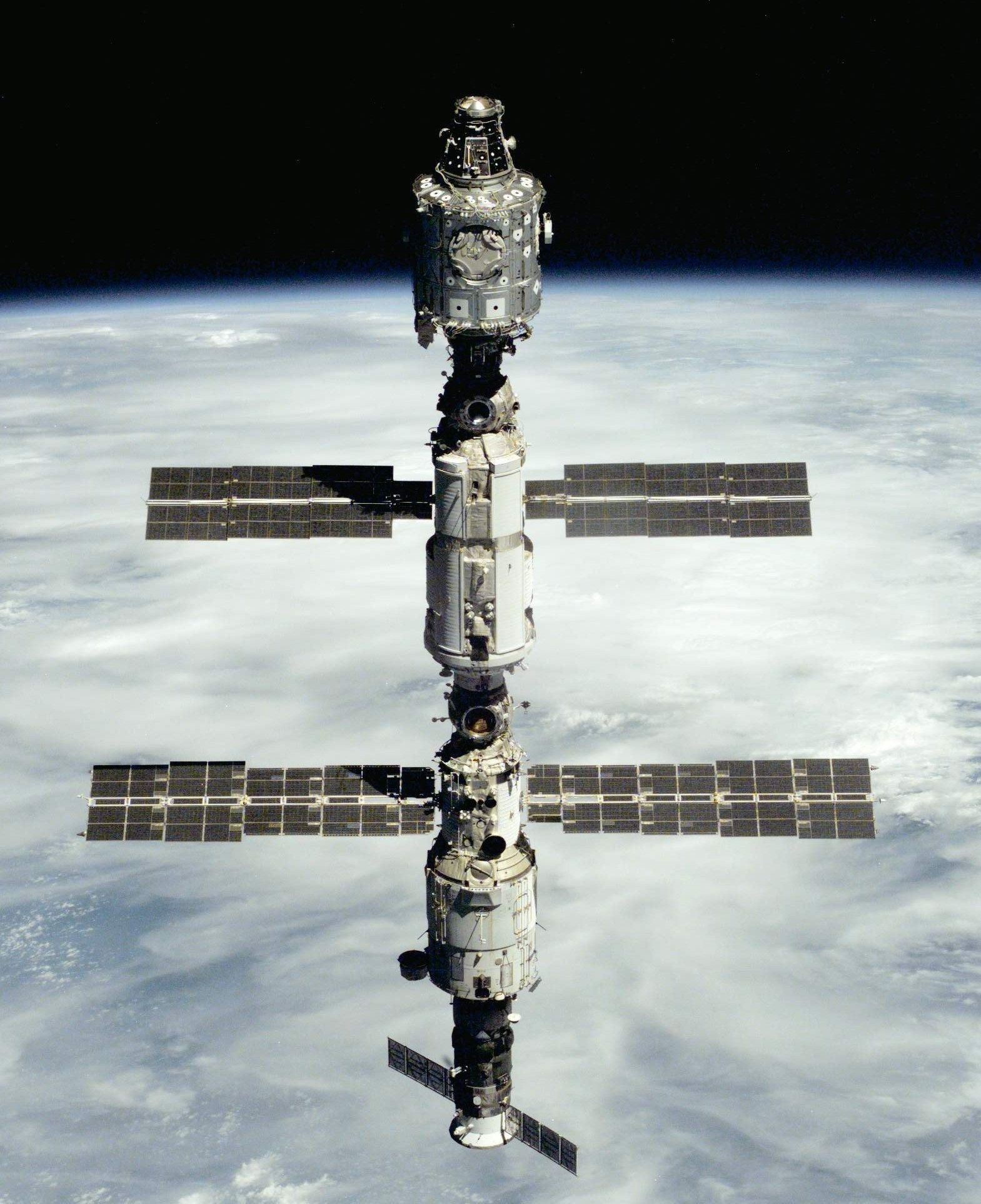
和平号空间站的遗产——国际空间站的核心模块，星辰号成为其计划的第二个组件。

布赖恩.伯勒（Bryan Burrough）在他的著作《Dragonfly:NASA and the Crisis Aboard Mir》一书中详细阐述了空间站早期发展的过程。
波利亞科夫（Polyakov, Valery V.）在他的著作滯留太空679天一書中記載了在空間站的生活。

## 大众文化
- 空间站在1998年电影《世界末日》中扮演了重要的中继加油站角色。在该片中，空间站仅仅被称为俄罗斯空间站，并且由于燃油泄露而爆炸。
- 1997年的电影《超時空接觸》中，和平站作为一个名叫Hadden Suit的人物的避难所。
- 彼得·罗德尼·李維琳曾经有机会支付1亿美金后登上空间站。[16]
- 在《南方公園》第一季中，阿尼第一个因为空间站坠毁击中他而死亡，之后所有人也在坠毁事件中死亡。空间站在该片播出3年半之后，脱轨坠入南太平洋中。
- 1999年电影《病毒（英语：Virus (1999 film)）》中，空间站被一种外来物种侵入。
- 在智利喜剧电影《ChilePuede（英语：ChilePuede）》中，一个非法的私人智利航天公司被美国政府怀疑，和阿拉伯的基地组织利用卫星联手准备进攻美国。一个俄罗斯的科学家指导他在空间站工作的宇航员侄子，避免了毁灭性事件的发生。[20]
- 1991年出版的科幻小说《坠落天使（英语：Fallen Angels (science fiction novel)）》中，和平号和美国的自由号空间站对接，成为一个巨大的宇航员在太空中的栖息地。
- 罗伯特·J·索耶所撰写的短篇小说《在所有的上面》中提到，美国宇航员登上空间站带回俄罗斯宇航员的尸体。
- 2002年小說《Q版特工 6 太空殺人真菌》中，主角特工阿Wing要阻止和平號上培植的殺人真菌落入壞人手中。
- 2012年電影《鋼鐵蒼穹》中，俄羅斯與一眾國家違反了協定，將太空站改裝為太空戰艦，並協助攻擊月球的納粹基地。

## 地面訓練模型
和平號太空站的核心艙模組與曾製作多個地面訓練模型，作為緊急應變時的對策而加以保存，同時也被用於宇航員的地面訓練以及國際展覽等用途。一座全尺寸模型現位於加加林宇航员培训中心。另一個則帶有其最後一任指揮官谢尔盖·扎廖京簽名的模型，位於德國歐洲公園。模型上停靠幾個科學艙和一個著陸艙。，另一個複製品於法國图卢兹太空城展示。
一座地面訓練模型於1989年於日本名古屋市舉辦的1989年世界設計博覽會展出，之後於10月27日由堀江企劃購得，並於1990年轉售予岩倉建設公司。1992年，該機再次於札幌市舉辦的「Communication World '92 北海道2000」展覽中亮相，最終於1998年捐贈予北海道苫小牧市（值得一提的是，前苫小牧市長岩倉博文曾任岩倉建設公司高層）。該機自10月12日起對外展出，而曾在和平號停留188天的美國太空人珊农·露茜德也於16日親自到訪。
最初該機在苫小牧市科學中心旁的戶外展出，僅能從外部透過金屬圍欄觀看，且冬季期間並不對外開放。然而，這種展示方式遭到地方媒體與太空工程專家的批評。為此，市政府投入約1.1億日圓建設展示館，其中三分之二經費來自產業重配置促進設施整備補助金。1999年，「和平號展示館」正式動工，並於12月12日竣工，自此轉為室內展示，並開放內部供民眾參觀。到了2001年，該備用機面臨報廢時，亦曾有專家前來進行分析調查，以評估其潛在風險。

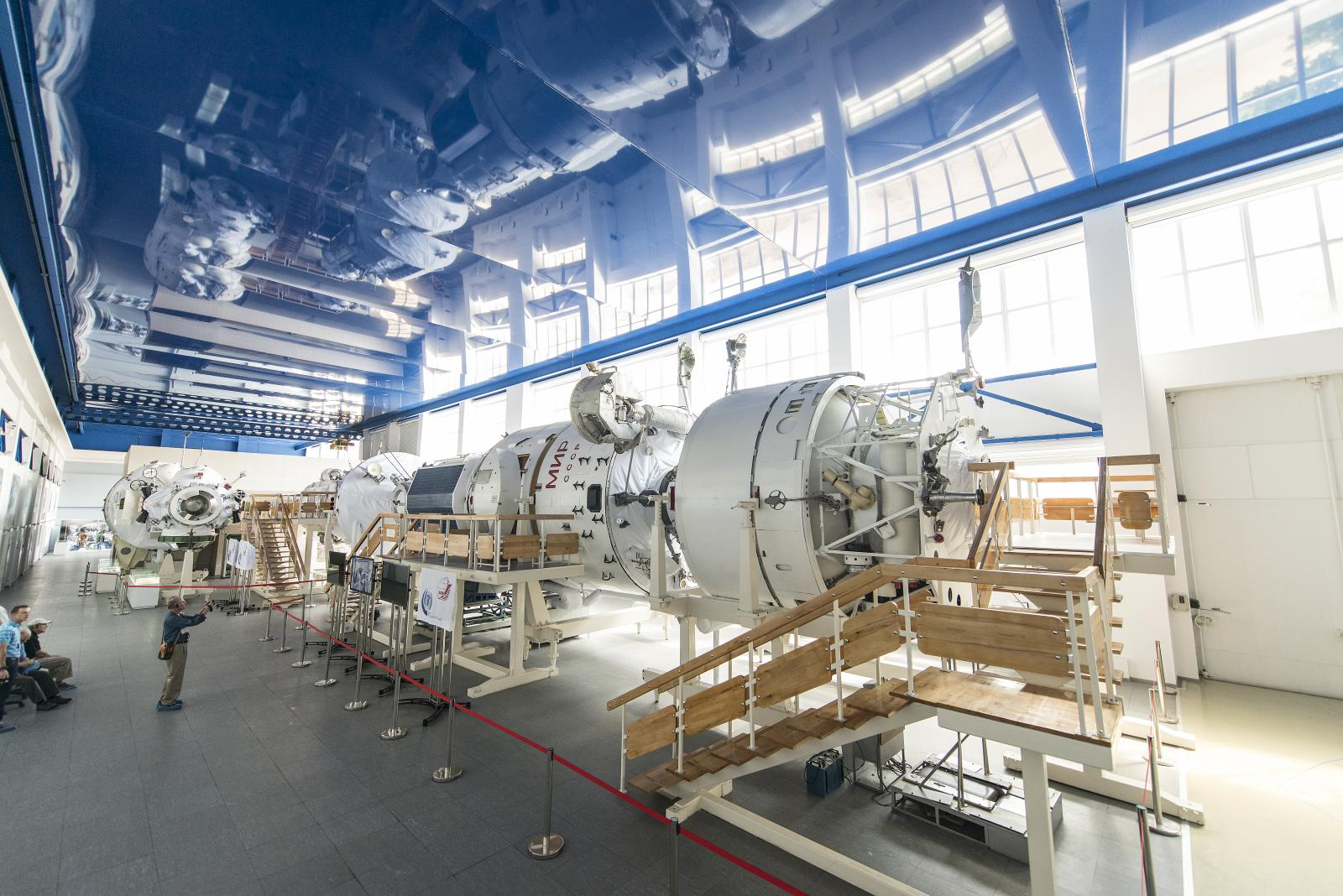
位於俄羅斯加加林宇航员培训中心的地面訓練模型
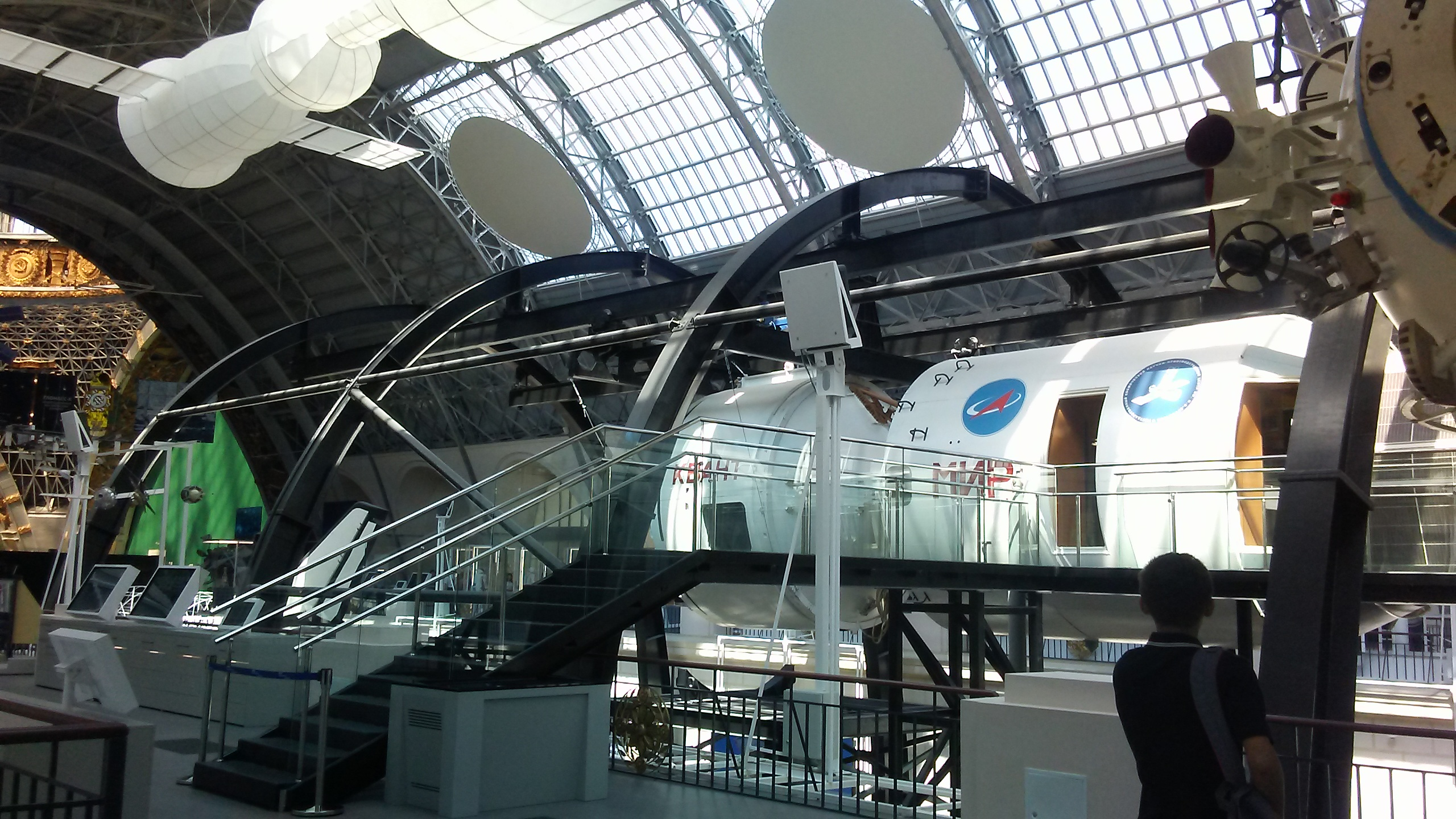
位於俄羅斯國家經濟成就展宇宙館的地面訓練模型
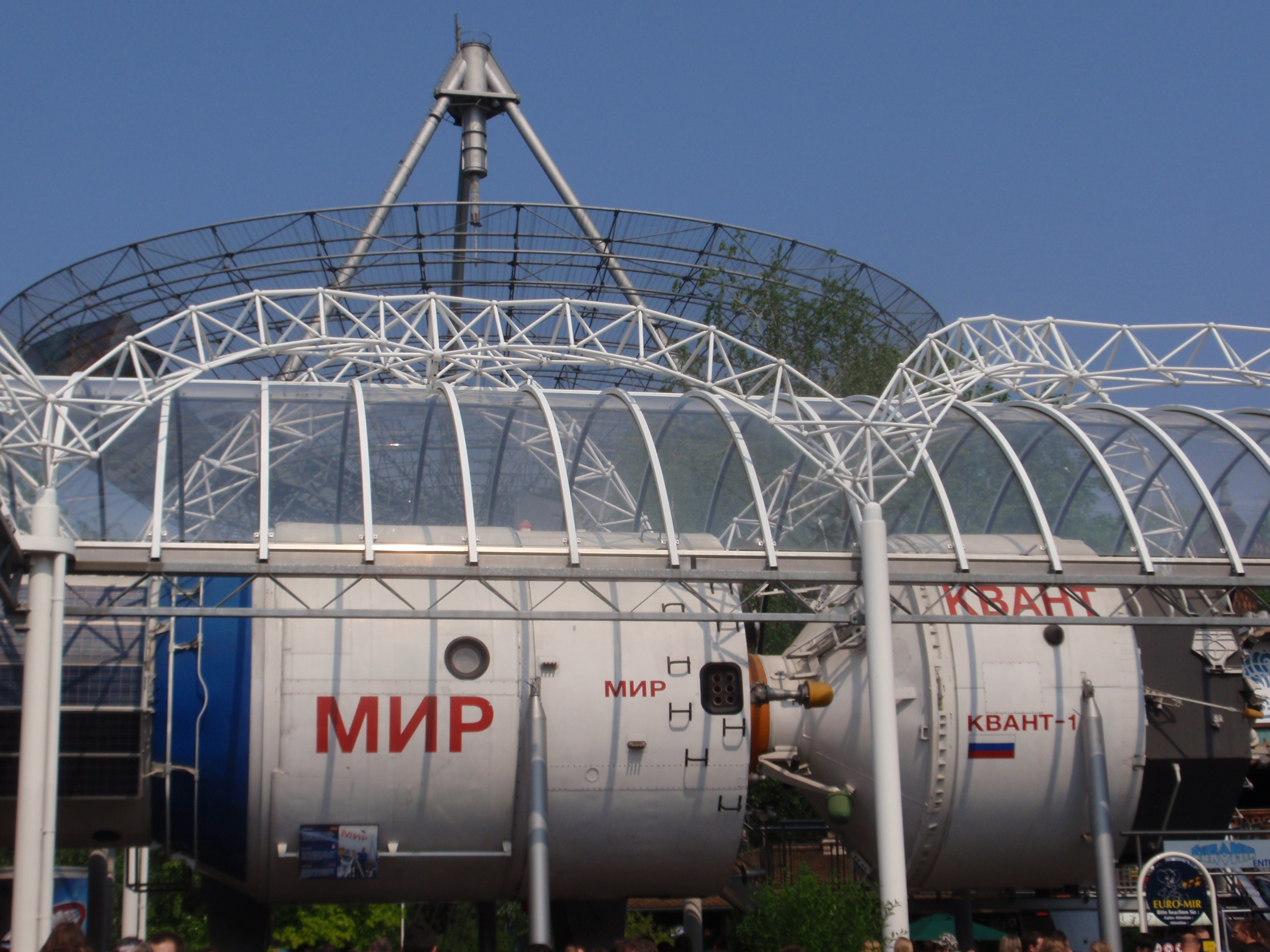
位於德國歐洲公園（英语：Europa-Park）的地面訓練模型
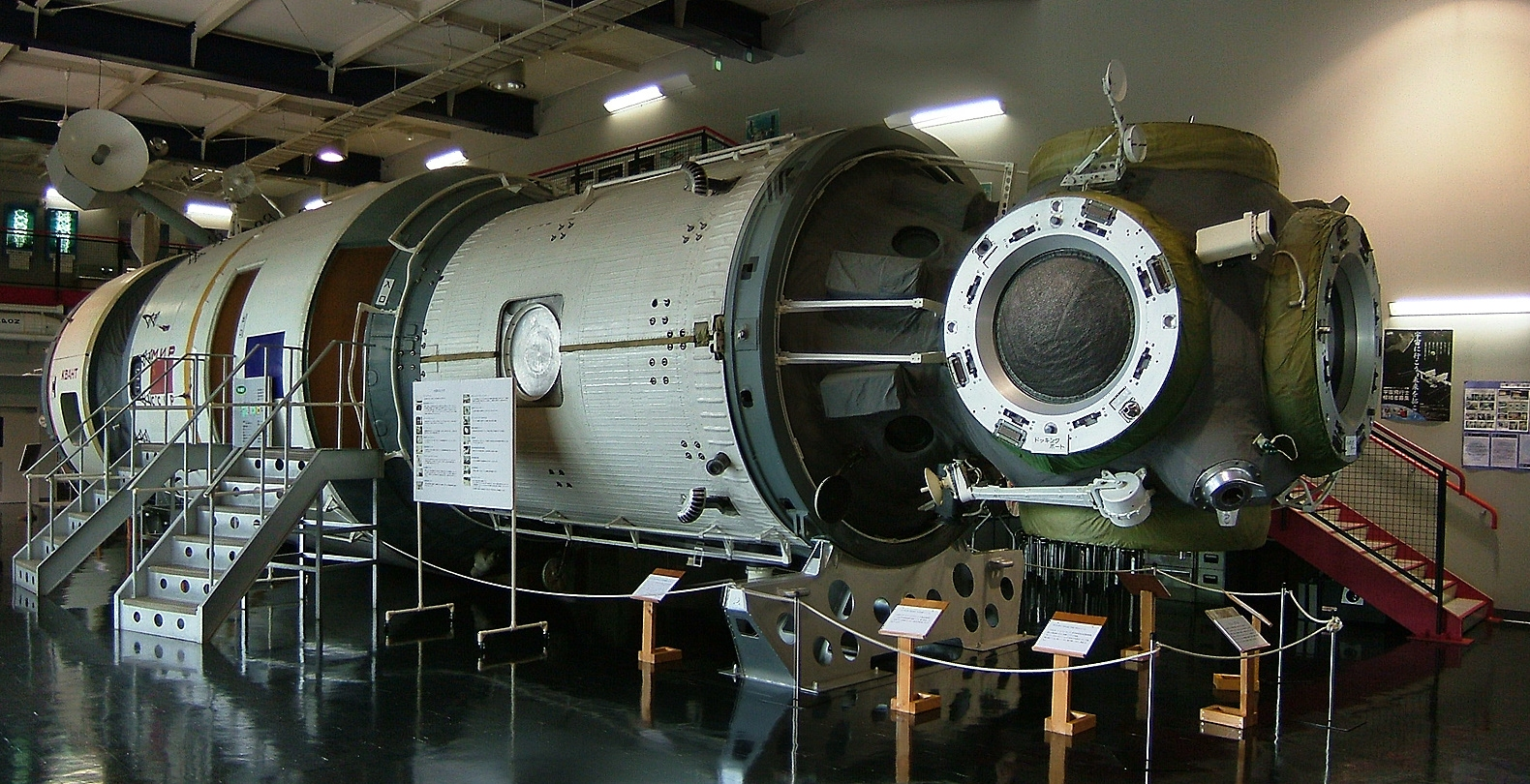
位於日本苫小牧市和平號太空站展示館的地面訓練模型

## 外部連結
- zarya.info（页面存档备份，存于） 和平号日志。（英文）
- russianspaceweb.com 空间站详细图表、图片及背景资料。（英文）
- astronautix.com 空间站航天飞机计划。（英文）
- jamesoberg.com（页面存档备份，存于） 和平号空间站有关信息。（英文）
- YouTube（页面存档备份，存于） 中 Kelvin Gevinston 利用航太模擬遊戲 Kerbal Space Programme 中模擬了整個和平號太空站的歷史